# Falavarjan
Falāvarjān (farsi فلاورجان) è il capoluogo dello shahrestān di Falavarjan, circoscrizione Centrale, nella Provincia di Esfahan. Si trova a sud-ovest di Esfahan.
L'antico nome della città era Barze, cambiato poi Varjan. Durante l'epoca safavide a seguito della costruzione del ponte sul fiume Zayandeh fu rinominata Polvarjan (pol in persiano significa "ponte") e quindi Falavarjan.